# Kraftwerk South Bangkok
Das Kraftwerk South Bangkok ist ein GuD-Kraftwerk im Landkreis Mueang Samut Prakan, Provinz Samut Prakan, Thailand. Die installierte Leistung des Kraftwerks beträgt ca. 2700 MW. Das Kraftwerk ist im Besitz der Electricity Generating Authority of Thailand (EGAT) und wird auch von EGAT betrieben.
Das Kraftwerk South Bangkok war ursprünglich ein mit Schweröl befeuertes Wärmekraftwerk; nachdem im Golf von Thailand Erdgas gefunden wurde, wurde die Befeuerung der Anlagen in den 1980er Jahren auf Erdgas umgestellt. Mit dem Bau des Kraftwerks wurde 1968 begonnen; es ging im Dezember 1970 mit der ersten Einheit von Block 1 in Betrieb.

## Kraftwerksblöcke
Das Kraftwerk besteht gegenwärtig aus vier Blöcken. Die folgende Tabelle gibt einen Überblick:
| Block | Einheit | Max. Leistung (MW) | Betriebsbeginn | Turbine | Generator | Dampfkessel | Status      |
| ----- | ------- | ------------------ | -------------- | ------- | --------- | ----------- | ----------- |
| 1     | 1       | 200                | 1971           | MHI     | Melco     | MHI         | Stillgelegt |
|       | 2       | 200                | 1972           | MHI     | Melco     | MHI         | Stillgelegt |
|       | 3       | 310                | 1974           | MHI     | Melco     | MHI         | Stillgelegt |
|       | 4       | 310                | 1976           | MHI     | Melco     | MHI         | Stillgelegt |
|       | 5       | 310                | 1978           | MHI     | Melco     | MHI         | Stillgelegt |
| 2     | 1       | 110 (bzw. 100)     | 1994           |         |           |             |             |
|       | 2       | 110 (bzw. 100)     | 1994           |         |           |             |             |
|       | 3       | 115 (bzw. 100)     | 1994           |         |           |             |             |
| 3     | 1       | 202                | 1997           |         |           |             |             |
|       | 2       | 202                | 1997           |         |           |             |             |
|       | 3       | 220                | 1997           |         |           |             |             |
| 4     | 1       | 240 (bzw. 246)     | 2008           | MHI     | MHI       | MHI         |             |
|       | 2       | 240 (bzw. 246)     | 2008           | MHI     | MHI       | MHI         |             |
|       | 3       | 260 (bzw. 275)     | 2008           | MHI     | MHI       |             |             |
| 5     | 1       | 600 (bzw. 660)     | 2019           | Siemens | Siemens   | NEM         |             |
|       | 2       | 600 (bzw. 660)     | 2019           | Siemens | Siemens   | NEM         |             |

Der Block 1 wurde im Juli 2008 (Einheiten 1 bis 3) bzw. 2015 (Einheiten 4 bis 5) stillgelegt. An Stelle von Block 1 soll der neue Block 5 errichtet werden.
Die Blöcke 2 bis 4 bestehen aus jeweils zwei Gasturbinen sowie einer nachgeschalteten Dampfturbine. An beide Gasturbinen ist jeweils ein Abhitzedampferzeuger angeschlossen; die Abhitzedampferzeuger versorgen dann die Dampfturbine.
Bei den beiden Einheiten des Blocks 5 sind die Gasturbine und die Dampfturbine dagegen an eine gemeinsame Welle (single-shaft) angeschlossen.

## Sonstiges
Die Kosten für die Errichtung von Einheit 4 des Blocks 1 wurden von der Weltbank 1971 auf 43,1 Mio. USD geschätzt. Der Auftragswert für die Errichtung von Block 5 wird mit 550 Mio. USD angegeben.